# Joodse bruiloft (schilderij)
Joodse bruiloft is een schilderij van de Nederlandse kunstschilder Jozef Israëls, geschilderd in 1903, olieverf op linnen, 137 × 148 centimeter groot. Het toont een huwelijksceremonie in een Joods milieu, geschilderd in een door Rembrandt van Rijn beïnvloede stijl. Het werk bevindt zich sinds 1911 in de collectie van het Rijksmuseum Amsterdam. In mei 1912 werd het door het kunstenaarsechtpaar J.C.M Drucker en M.L. Drucker-Fraser geschonken aan het Rijksmuseum.

## Context
Jozef Israëls groeide op een eenvoudig Joods milieu in Groningen. Hij leerde Hebreeuws en bestudeerde de Thora. Joodse thema's zouden met name aan het einde van zijn carrière – toen hij voornamelijk nog binnen schilderde - een veelvoorkomend thema worden in zijn werk, waarschijnlijk ook omdat hij veel kopers voor zijn werk vond in de Joodse gemeenschap. Hij schilderde diverse Bijbelse taferelen, portretteerde rabbijnen en maakte rond 1900 ook diverse voorstellingen van Joodse huwelijksceremonies.

## Afbeelding
Joodse bruiloft toont het hoogtepunt van een eenvoudige huwelijksceremonie: het moment waarop de bruidegom de ring om de vinger van de bruid schuift. Het huwelijkspaar staat – ook compositorisch - volledig in het middelpunt, de familie flankeert hen binnen het krap bemeten interieur. Een typisch Joods element is te zien in de choepa, een Joods gebedskleed dat over de hoofden van het net getrouwde stel is gehangen en hun verbondenheid accentueert. Links op de tafel staat een brandende kaars, waarvan er altijd een of meer tijdens een Joodse plechtigheid aanwezig dienen te zijn. Op de tafel ligt een aantal cadeaus, waarvan met name een parelketting in het oog springt.
In de literatuur over Israëls werd wel gesuggereerd dat het hier het huwelijk betrof van Israëls neef Louis, later werd ook geopperd dat het de trouwerij van zijn dochter voorstelde. Israëls zelf heeft in 1909 echter aangegeven dat hij geen specifiek echtpaar heeft geschilderd, maar willekeurige personen. Met de man met de hoge hoed linksachter de bruid heeft hij wel zichzelf geportretteerd.

## Stijl
Joodse bruiloft is geschilderd in de realistische stijl die kenmerkend is voor de Haagse School, waarvan Israëls een van de belangrijkste vertegenwoordigers was. Israëls gold al vroeg als de genreschilder onder de Haagse Scholers en maakte vooral naam met werken over het eenvoudige vissersleven aan de Noordzee. Die aandacht voor het eenvoudige komt ook in dit schilderij nadrukkelijk terug. Het atmosferische aspect wordt versterkt door het clair-obscur, waarmee de focus volledig op het huwelijkspaar wordt gelegd. Dit soort lichteffecten ontleende Israëls direct aan Rembrandt van Rijn, die hij sterk bewonderde en intensief bestudeerde. Opvallende overeenkomsten zijn te zien met Rembrandts schilderij Het Joodse bruidje (1862-1866), met name in de nadruk op de handen.
Het hier beschreven schilderij, dat hij in 1902 begon en in 1903 voltooide, werd voorafgegaan door diverse studies. In een studie tekende hij de aanwezigen ten voeten uit, omgeven door een grotere groep omstanders. In dit definitieve werk, dat hij beschouwde als zijn meest volmaakte versie, geeft hij de figuren vanaf de knieën weer, waarmee hij de afstand met de kijker kleiner maakt. Zijn keuze om het werk aan de onderkant min of meer af te snijden kan eveneens zijn ingegeven door en bestudering van Het Joodse bruidje.
De associatie van Israëls werk met dat van Rembrandt zou met name in het buitenland sterk bijdragen aan zijn populariteit.

## Galerij

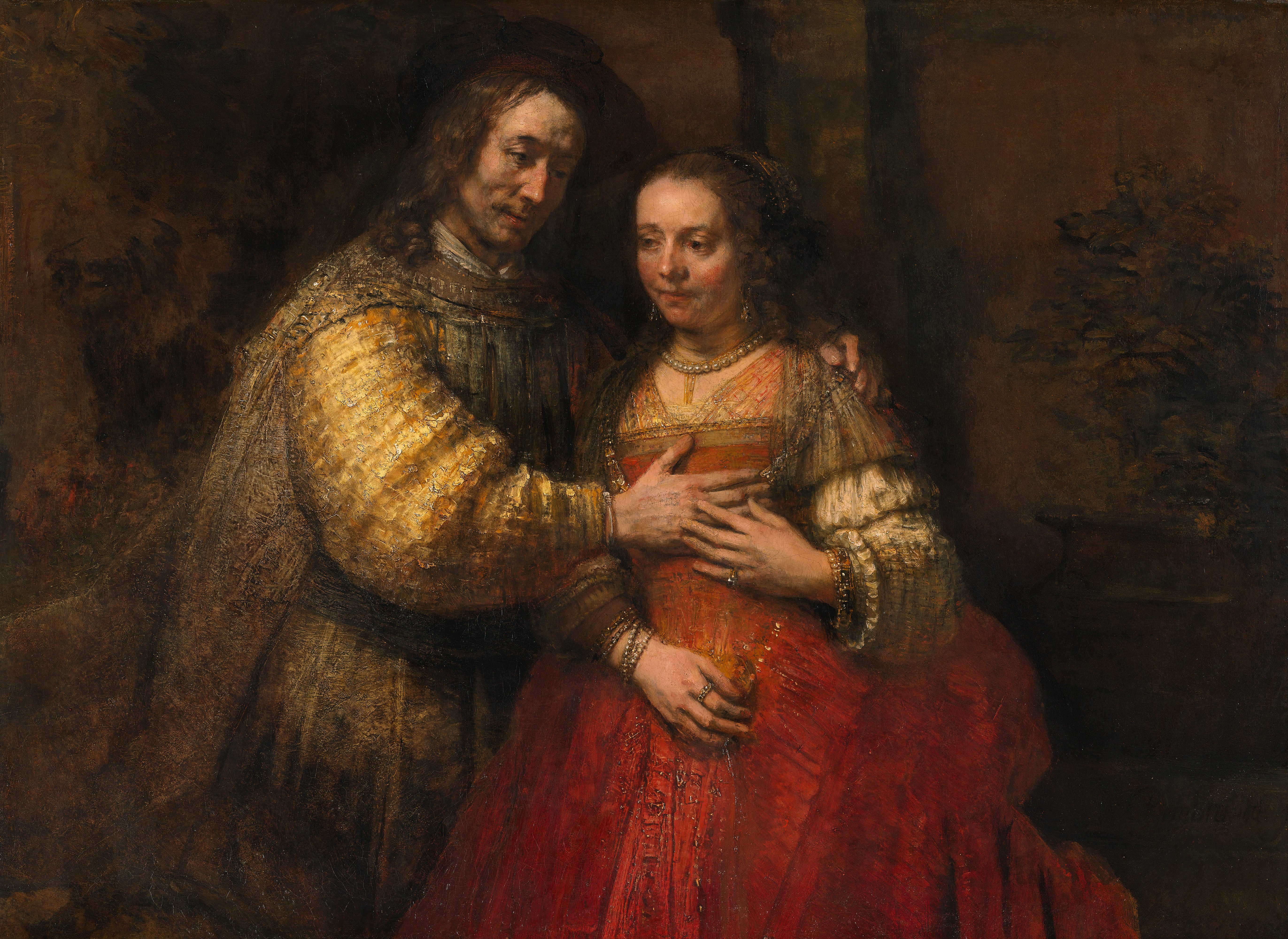
Rembrandts Het Joodse bruidje, inspiratiebron voor Israëls.
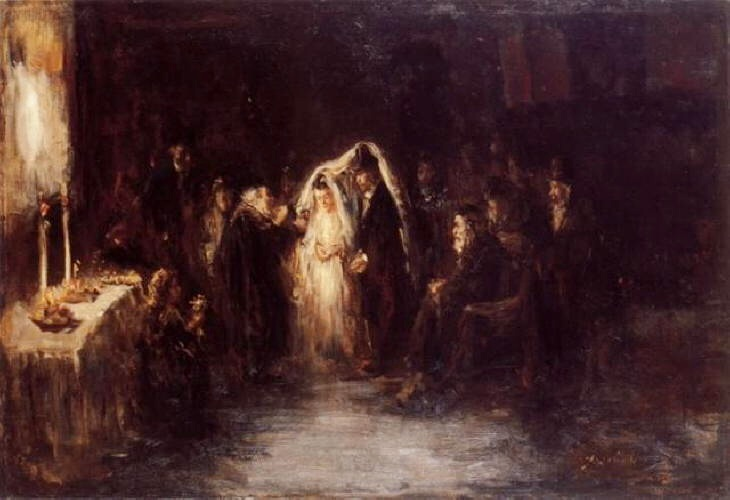
Eerdere studie, waarbij de figuren ten voeten uit zijn weergegeven.
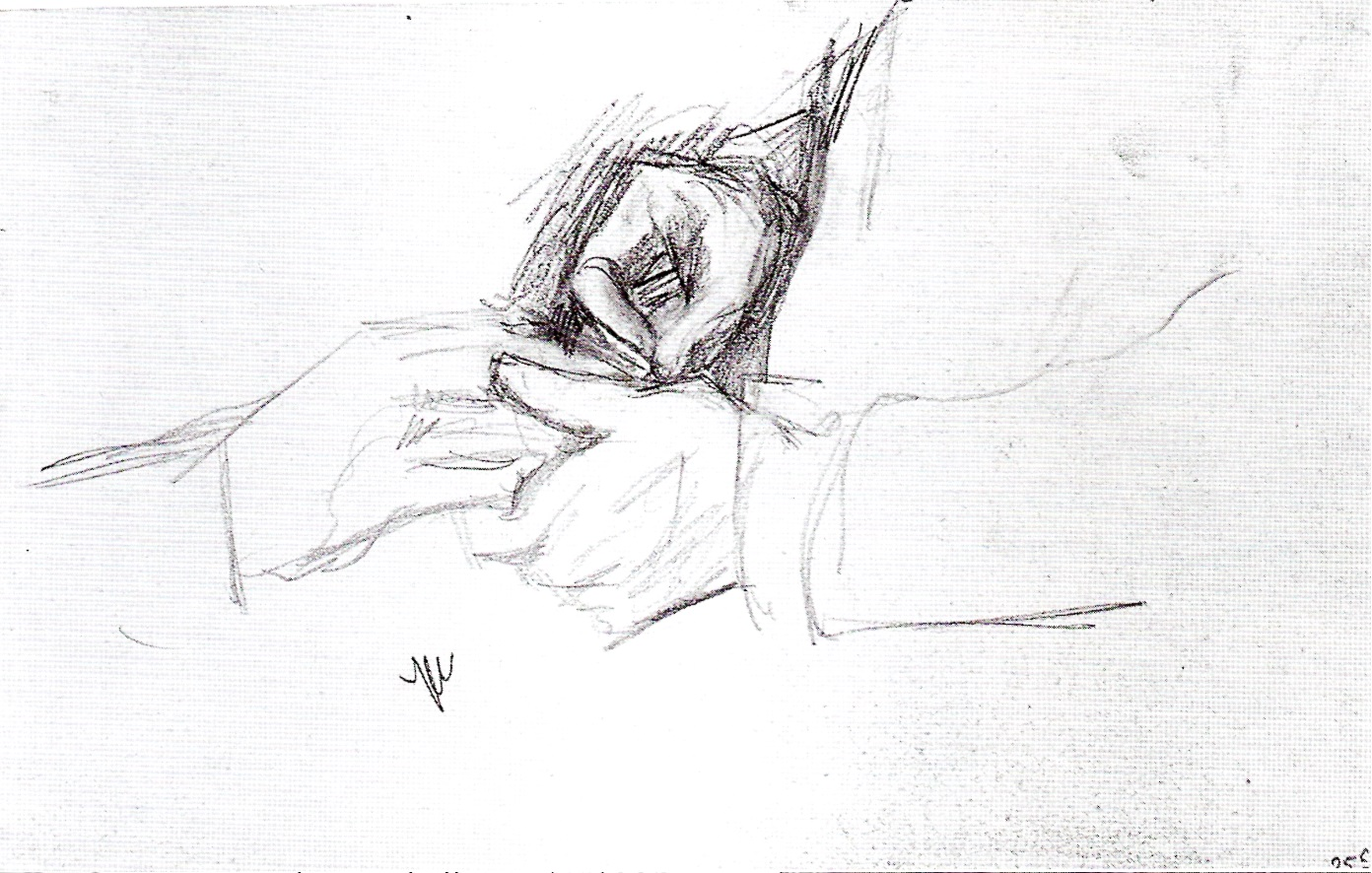
Detailstudie van de handen, ca. 1902.